# Dovijalis
Dovijalis (lat. Dovyalis), rod od 18 vrsta drveća ili grmova iz tribusa Flacourtieae, dio porodice vrbovki (Salicaceae). Raširen je po dijelovima Afrike.

## Vrste
1. Dovyalis abyssinica (A. Rich.) Warb.
2. Dovyalis caffra (Hook. fil. & Harv.) Warb.
3. Dovyalis cameroonensis Cheek & Ngolan
4. Dovyalis hebecarpa (Gardner) Warb.
5. Dovyalis hispidula Wild
6. Dovyalis keniensis E.V.Williams
7. Dovyalis longispina (Harv.) Warb.
8. Dovyalis lucida Sim
9. Dovyalis macrocalyx (Oliv.) Warb.
10. Dovyalis macrocarpa Bamps
11. Dovyalis mollis (Oliv.) Warb.
12. Dovyalis rhamnoides Burch. ex Harv. & Sond.
13. Dovyalis rotundifolia (Thunb.) Harv.
14. Dovyalis spinosissima Gilg
15. Dovyalis verrucosa (Hochst.) Warb.
16. Dovyalis xanthocarpa Bullock
17. Dovyalis zenkeri Gilg
18. Dovyalis zeyheri (Sond.) Warb.

## Sinonimi
- Aberia Hochst.; Flora 27: Bes. Beil. 2 (1844)
- Ateleste Sond.; Linnaea 23: 9, 10 (1850)